# دنیپر متالورژیکال
دنیپر متالورژیکال (اوکراینی: Дніпровський металургійний комбінат، آوانگاری: Dniperovskyi Metalurhiynyi Kombinat) شرکت فولاد اوکراینی است، که در سال ۱۸۸۷ تأسیس شد.